# Hermonia malleata
Hermonia malleata är en ringmaskart som först beskrevs av Grube 1875.  Hermonia malleata ingår i släktet Hermonia och familjen Aphroditidae. Inga underarter finns listade i Catalogue of Life.